# Porta da Moeda
A Porta da Moeda foi uma antiga porta da cidade de Lisboa, inserida na cerca fernandina da cidade.
Localizava-se sob um dos quartos dos Paços da Ribeira, ocupado em meados do século XVIII por D. Maria Ana de Áustria, fazendo frente para o Terreiro do Paço. Ficava próxima à Casa da Moeda, ao entrar da Rua Áurea, da qual tomou o nome. Foi demolida após o terramoto de 1755.